# Barwy podstawowe

Mieszanie addytywne, barwy podstawowe to: czerwony, niebieski i zielony

Mieszanie subtraktywne, kolory podstawowe to: magenta (fioletowoczerwony), cyjan (błękitny) i żółty

Barwy podstawowe – minimalne zestawy kolorów, które łączone umożliwiają uzyskanie dowolnych kolorów z podanego zakresu. W przypadku ludzi, układy te są oparte na trzech kolorach. Do addytywnego składania barw stosowanych np. w wyświetlaczach, zwykle używane są barwy czerwona, zielona i niebieska lub czerwona, żółta i niebieska. Dla subtraktywnego mieszania kolorów, jak mieszanie pigmentów lub barwników, zwykle wykorzystywane są magenta, cyjan i żółty.
Ogólnie przyjętym jest, że trzy podstawowe kolory to: czerwony, niebieski i żółty, które są uwarunkowane historycznie w sztuce i architekturze.
Jeśli zachodzi mieszanie światła emitowanego, wówczas zachodzi zjawisko syntezy addytywnej. W oparciu o syntezę addytywną mieszania barw pracują monitory oraz inne wyświetlacze kolorowe, emitując wiązki świateł Red (czerwony), Green (zielony), Blue (niebieski) (RGB). Czarny ekran to wynik braku emisji światła, a biały to wynik złożenia świateł R, G, B z jednakową jasnością.
Jeśli natomiast zachodzi mieszanie barw światła odbitego (np. wydruk na papierze lub zestaw filtrów szklanych), wówczas występuje zjawisko syntezy subtraktywnej. W takim przypadku przyjmuje się najczęściej, że trzy podstawowe kolory to magenta (fioletoworóżowy), cyjan (błękitny) i żółty. Zjawisko to wykorzystuje się m.in. do druku na białym papierze. Farba drukowa, pokrywając papier, tworzy transparentny filtr, a niepochłonięte długości fal świetlnych docierają do oka, wywołując wrażenia określonej barwy.